# Paa Havsens Bund
Paa Havsens Bund er en fransk stumfilm fra 1903 af Georges Méliès.